# ケプラー40
ケプラー40 (英: Kepler-40、KOI-428) とは、はくちょう座の方向に約8100光年離れた場所に位置する恒星である。ケプラー40は、少なくとも1つの惑星ケプラー40bを持っていることが知られている。この惑星の有無を判断するためにフォローアップ観測のデータの解析が行われ、その結果は2011年1月4日に科学雑誌に発表された。ケプラー40は太陽の約1.5倍の質量を持ち、そのサイズは2倍以上である。

## 観測の歴史
ケプラー40は、ケプラーの観測対象となった。ケプラーは、主星を公転する系外惑星を探査するためのNASAの宇宙機である。ケプラーの最初の33.5日間の運用では、惑星が存在する可能性を示すシグナルが検出されたため、2009年5月中旬から6月中旬にかけて、Kepler object of interest (KOI) の番号 KOI-428 が与えられた。ケプラーの光度計によって測定されたデータは一般に公開され、そのデータ中にはケプラー40と、それをトランジットしている惑星候補のデータも含まれていた。
ケプラー40のデータは、フランスとスイスの天文学者のチームによって分析され、最初に偽陽性のテストが行われた。明らかな誤検出の可能性がすべて解消された後、科学チームは南フランスのオートプロヴァンス天文台の SOPHIE échelle 分光器を使用して、星の視線速度の測定を行った。収集されたデータを分析し、検出されたシグナルが近接した軌道を公転する連星によるものか、あるいは惑星によるものかの調査が行われた。
ケプラー40bの存在が確認された後、フランスとスイスの科学チームは、SOPHIE によって観測された星のスペクトルを分析することにより、星の恒星パラメータを明らかにするための研究を行った。ケプラー40は、太陽半径の1.8倍以上の半径を持つ恒星としては、6番目に惑星が発見された天体である。ケプラー40b が発見された時点では、ケプラー40はトランジットする惑星を持つことが知られている中では最も進化した星であった。
ケプラー40の周りの惑星の発見に関する論文は、2010年9月15日に投稿された後、2011年1月4日にアストロノミー・アンド・アストロフィジックス誌に掲載された。

## 特性
ケプラー40は、太陽質量の1.48倍の質量、太陽半径の2.13倍の半径を持つF型星である。この星の有効温度は 6510 K で、太陽よりも高温である。
ケプラー40は、惑星が発見された時点では、トランジットする惑星を持つことが知られている中では最も大きく、かつ最も進化した恒星であった。半径が太陽の1.8倍を超える恒星の中では6番目にトランジット惑星が発見された天体であり、ケプラー5とケプラー7に次ぐものである。
ケプラー40は地球から 2500 パーセク離れている。見かけの等級が 14.58 であるため、ケプラー40は肉眼では見ることができない。

## 惑星系
ケプラー40bは、ケプラー40の周囲でこれまでに発見された最初の（唯一の）惑星である。質量は木星の2.2倍、半径は木星の1.17倍で、密度は 1.68 g/cm3 である。平衡温度は 1620 K で、これは地球の平衡温度の6倍以上である。軌道長半径は 0.087 AU で、公転周期は6.87日である。
| 名称 （恒星に近い順） | 質量   | 軌道長半径 （天文単位） | 公転周期 (日) | 軌道離心率 | 軌道傾斜角 | 半径 |
| --------------------- | ------ | ----------------------- | ------------- | ---------- | ---------- | ---- |
| b                     | 2.2 MJ | 0.081                   | 6.87          | (0)        | —          | —    |